# Torquarator bullocki
Torquarator bullocki är en djurart som tillhör fylumet pilmaskar, och som beskrevs av Holland et al. 2005. Torquarator bullocki ingår i släktet Torquarator och familjen Torquatoridae. Inga underarter finns listade i Catalogue of Life.